# Моран (певица)
Maurane (Моран), настоящее имя Клодин Люйпертс (12 ноября 1960, Иксель, Бельгия — 7 мая 2018, Схарбек, Бельгия) — франкоязычная бельгийская певица

## Биография
Родилась в семье музыкантов: мать — пианистка, отец — директор консерватории.
Ещё в подростковом возрасте принимала участие в нескольких музыкальных конкурсах. В 1979 году приняла участие в спектакле «Брель на тысячу тактов», поставленном Филиппом Лафонтеном, где была замечена известным французским композитором Пьером Бару.
Позднее она жила за счёт небольших контрактов, выступала в качестве бэк-вокалистки в кафе и ресторанах, пока не выпустила свой первый альбом Danser в 1986 году.
В 1988 году приняла участие в обновлённой постановке рок-оперы «Стармания» в роли девушки-робота Мари-Жанн.
В 2012 году участвовала в жюри французского телевизионного шоу Nouvelle Star на канале D8.

## Награды
- 1986: Prix Rapsat-Lelièvre

## Избранная дискография
- Синглы
  - 1986: «Danser»
  - 1988: «Les uns contre les autres — Toutes les mamas»
  - 1989: «Tout pour un seul homme — Pas gaie la pagaille»
  - 1990: «Où es-tu?»
  - 1991: «Du mal — Mentir»
  - 1992: «Sur un prélude de Bach» — «Ami ou ennemi» — «Qui es-tu Marie-Jeanne?»
  - 1993: «Ça casse — Décidément»
  - 1994: «Boum» (en concert)[4]
  - 1996: «Différente quand je chante» — «Le paradis c’est l’enfer» — «Juste une petite fille»
  - 1997: «Tout va bien dans ce monde»
  - 1998: «L’un pour l’autre» — «Les yeux fermés»
  - 1999: «Désillusionniste» — «Chanson de l’autruche» (Émilie Jolie) — «La chanson des vieux amants» (en concert)
  - 2000: «Pour les âmes, pour les hommes» — «Qui à part nous?» — «Il neige des e-mails»
  - 2001: «Toi du monde»
  - 2002: «Tu es mon autre» (with Lara Fabian, nominated to Victoires de la Musique)
  - 2003: «Tout faux» — «Quand les sangs»
  - 2004: «Des millions de fois»
- Альбомы
  - 1986: Danser — HLM
  - 1988: Стармания (Rôle de Marie-Jeanne)
  - 1989: Maurane (100 000 copies selling — Gold Disc in France)
  - 1991: Ami ou ennemi (300 000 copies selling — Platinum Disc in France)
  - 1994: Une fille très scène
  - 1996: Différente — Les années Saravah (100 000 copies selling — Gold Disc in France)
  - 1998: L’un pour l’autre (300 000 copies selling — Platinum Disc in France)
  - 1999: Collection master série — Maurane à l’Olympia
  - 2000: Toi du monde (50 000 copies selling)
  - 2003: Quand l’humain danse (200 000 copies selling — Gold Disc in Belgium & Double Gold Disc in France))
  - 2005: Un ange passe (as part of the HLM trio)
  - 2007: Si aujourd’hui (100 000 copies selling — Platinum Disc in Belgium & Gold Disc in France)
  - 2009: Nougaro, ou l’esperance en l’homme (130 000 copies selling — Platinum Disc in France)

## Фильмография
- 1987: Carnaval de Ronny Coutteure — (TV)
- 1998: Le comptoir de Sophie Tatischeff
- 2005: Palais Royal ! de Valérie Lemercier
- 2010: My Afternoons with Margueritte de Francine